# Save America
Save America (fundado em 9 de novembro de 2020) é um comitê de ação política (PAC) de liderança fundado e controlado pelo ex-presidente dos Estados Unidos, Donald Trump. Tem sido o principal veículo de arrecadação de fundos e gastos políticos de Trump desde que ele deixou o cargo.

## História
O ex-presidente dos Estados Unidos, Donald Trump, fundou e controla o comitê de ação política de liderança Save America (PAC de liderança). O Save America foi fundado e registrado na Comissão Federal de Eleições (FEC) em 9 de novembro de 2020, dois dias após os resultados da eleição presidencial de 2020 serem declarados. Seu tesoureiro é Bradley T. Crate, que havia sido tesoureiro da campanha de Trump. O PAC está localizado em Arlington, Virginia.
O Save America tem sido o principal veículo de arrecadação de fundos e gastos políticos de Trump desde que ele deixou o cargo. A ABC News escreveu que Trump e seus aliados "consistentemente incentivaram os apoiadores a doar para o PAC, muitas vezes usando alegações falsas sobre a eleição de 2020 e solicitando doações para repudiar as várias investigações ao ex-presidente, seus negócios e suas ações em 6 de janeiro".

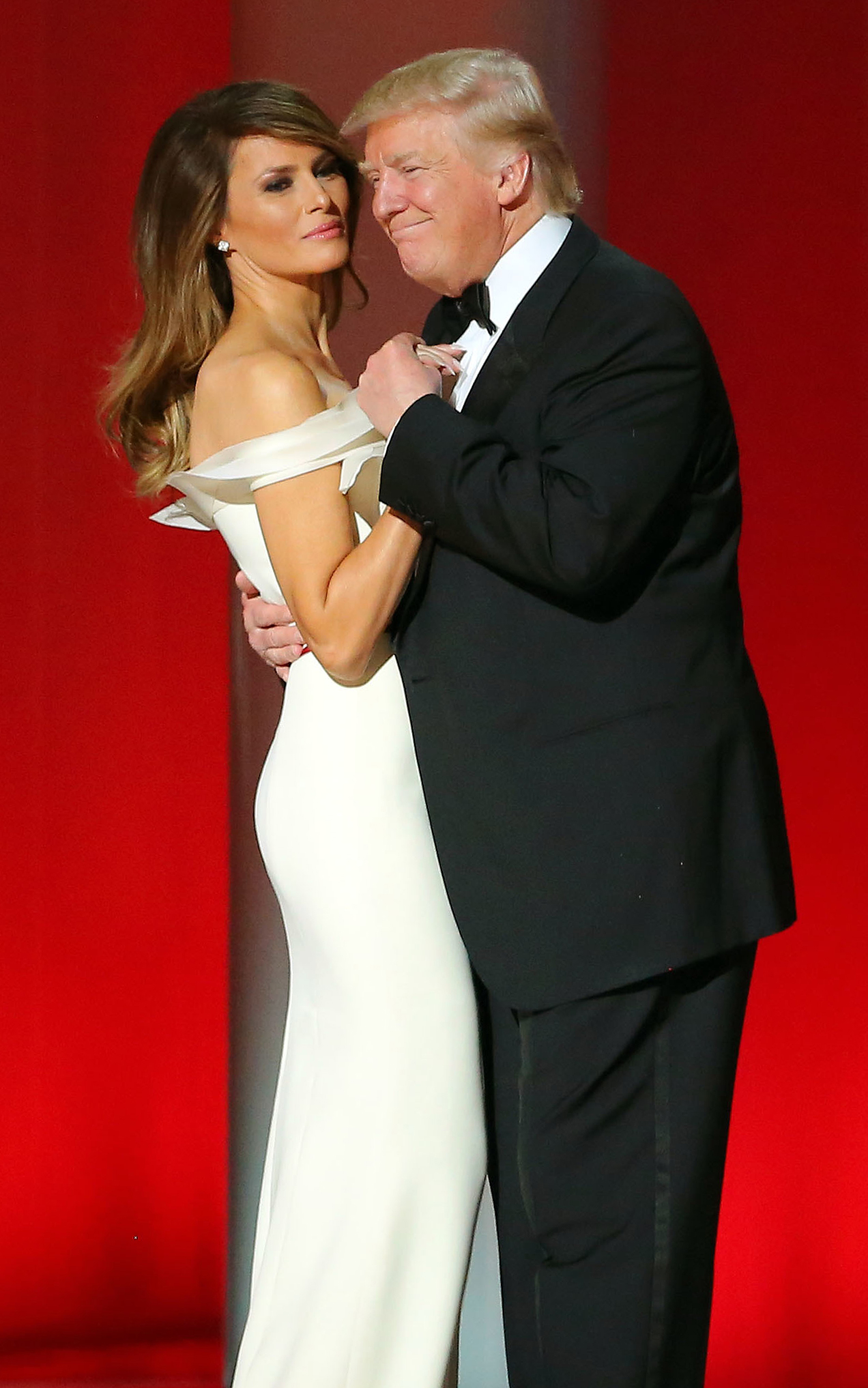
Donald Trump dançando com a então primeira-dama Melania Trump, que está usando um vestido de Hervé Pierre.

Trump usou o PAC para pagar por seus comícios pós-presidenciais, viagens, despesas com pessoal, US$ 21,6 milhões em honorários advocatícios (incluindo os de confidentes de Trump e assessores convocados para depor perante o comitê da Câmara dos EUA sobre o ataque de 6 de janeiro), e retratos dele próprio e da ex-primeira-dama que um dia serão expostos na National Portrait Gallery do Smithsonian ($650.000). O Save America também doou 1 milhão de dólares para o Conservative Partnership Institute (que está ligado ao ex-chefe de gabinete de Trump, Mark Meadows); 1 milhão de dólares para o America First Policy Institute (que foi iniciado e é parcialmente administrado por ex-funcionários da administração de Trump); duzentos mil dólares para propriedades do Trump Hotel; e US$ 132.000 para o estilista de moda da ex-primeira-dama Melania Trump, Hervé Pierre.

### 2022
Em fevereiro de 2022, o Save America pagou as taxas legais cobradas por Stefan Passantino, ex-conselheiro adjunto da Casa Branca de Trump, para representar Cassidy Hutchinson, uma ex-auxiliar da Casa Branca desempregada, que havia sido convocada a depor pelo Comitê da Câmara dos Representantes dos EUA sobre o ataque de 6 de janeiro. Depois de ser interrogada, Hutchinson recebeu uma ligação de um alto assessor de Mark Meadows dizendo: "Mark quer que você saiba que ele sabe que você é leal, e sabe que você fará a coisa certa amanhã e que você vai protegê-lo e ao chefe." Preocupada que seu depoimento estivesse sendo transmitido a Trump e suspeitando que a equipe jurídica de Passantino estava vazando informações para ele, ela encerrou a representação de Passantino. Hutchinson então contratou a advogada Jody Hunt, que concordou em representá-la de forma pro bono.
Até junho de 2022, mais de 60% das contribuições para o Save America eram de aposentados.
Os gastos do Save America aumentaram em agosto de 2022 para mais de 6,3 milhões de dólares, o maior total mensal do ano até aquele momento. Naquele mês, o Save America fez uma contribuição de 150.000 mil de dólares para o Wyoming Values, um super PAC que trabalha para derrotar a representante republicana Liz Cheney. O PAC começou em setembro de 2022 com mais de 92 milhões de dólares em caixa.
Em outubro de 2022, o PAC transferiu 20 milhões de dólares para o novo Super PAC MAGA Inc. de Trump. Em novembro de 2022, o grupo de acompanhamento das finanças de campanha, Campaign Legal Center, entrou com uma denúncia na Comissão Federal de Eleições (FEC), alegando que a transferência era inapropriada, uma vez que Trump já era candidato presidencial quando fez a transferência.
Em novembro de 2022, quando Trump começou sua campanha para presidente em 2024, 99 centavos de cada dólar que ele arrecadou online foram para sua campanha. Um centavo foi para o Save America. No entanto, em fevereiro ou março de 2023, ele ajustou essa divisão para que 90 centavos de cada dólar doado a ele fossem para sua campanha, e 10% das doações fossem para o Save America. Como geralmente um PAC como o Save America não pode gastar dinheiro diretamente na campanha do candidato e, inversamente, o comitê de campanha não pode pagar diretamente por coisas que beneficiam o candidato pessoalmente, o Save America pode pagar as despesas legais de Trump, enquanto sua campanha não pode.

### 2023
Em janeiro de 2023, o Save America tinha 18 milhões de dólares em dinheiro disponível. Até aquela data, os estados dos quais havia arrecadado mais dinheiro de residentes eram Virgínia (12 milhões de dólares), Califórnia (8 milhões de dólares) e Texas (7 milhões de dólares).
Em junho de 2023, o auxiliar de Trump, Walt Nauta, foi indiciado por um grande júri federal; o Save America está pagando as despesas legais de Nauta. Nauta foi acusado de mover caixas sob a direção de Trump que continham documentos classificados retidos ilegalmente e documentos relacionados à defesa nacional para a residência de Trump, e, em seguida, mentir sobre isso para investigadores federais. As acusações podem resultar em até 90 anos de prisão, se Nauta for condenado.
Até 1 de julho de 2023, o Save America tinha menos de 4 milhões de dólares. O PAC solicitou um reembolso de 60 milhões de dólares de uma doação que havia enviado anteriormente ao Super PAC MAGA Inc. de Trump, o qual tinha sido destinado para comerciais de televisão para ajudar a campanha de Trump. O PAC havia gastado 21,6 milhões de dólares em honorários advocatícios relacionados a Trump no primeiro semestre de 2023, de um total de 25 milhões de dólares gastos pelo PAC no mesmo período.

## Investigação
Foi relatado em setembro de 2022 que um grande júri federal em Washington, D.C., havia emitido intimações para vários testemunhos buscando informações relacionadas à formação, atividades de arrecadação de fundos, e receitas de dinheiro e gastos do Save America. Entre os intimados estavam assessores juniores e de nível intermediário de Trump durante e após sua presidência, Nicholas Luna (ex-assistente pessoal de Trump), o diretor financeiro da campanha de Trump em 2020, e o ex-chefe de gabinete de Ivanka Trump. Dezenas de intimações foram emitidas para empresas que receberam dinheiro do Save America, incluindo escritórios de advocacia.